# Сантакрус, Данило
Хуан Данило Сантакрус Гонсалес (исп. Juan Danilo Santacruz González; родился 12 июня 1995 года в Каагуасу, Парагвай) — парагвайский футболист, вингер клуба «Либертад».

## Клубная карьера
Сантакрус — воспитанник клуба «Либертад». 11 августа 2014 года в матче против «Хенераль Диас» он дебютировал в парагвайской Примере. 20 октября в поединке против «Хенераль Диас» Данило сделал «дубль», забив свои первые голы за клуб. В том же году он дважды стал чемпионом Парагвая. 5 мая 2017 года в матче Кубка Либертадорес против аргентинского «Годой-Крус» Сантакрус забил гол.

## Международная карьера
В начале 2013 года в Сантакрус стал серебряным призёром молодёжного чемпионата Южной Америки в Аргентине. На турнире он сыграл в матчах против команд Боливии и Уругвая.
В 2015 году Сантакрус во второй раз принял участие в молодёжном чемпионате Южной Америки в Уругвае. На турнире он принял участие в матчах против команд Колумбии, Боливии, Эквадора, Перу, Бразилии и дважды Аргентины. В поединке против эквадорцев Данило забил гол.

## Достижения
Командные
 «Либертад»
- Чемпионат Парагвая по футболу — Клаусура 2014
- Чемпионат Парагвая по футболу — Апертура 2014
- Чемпионат Парагвая по футболу — Апертура 2016

Международные
 Парагвай (до 20)
- Молодёжный чемпионат Южной Америки — 2013